# Дъглас (окръг, Вашингтон)
Вижте пояснителната страница за други населени места с името Дъглас.
Окръг Дъглас (на английски: Douglas County) е окръг в щата Вашингтон, Съединени американски щати. Площта му е 4789 km², а населението – 41 945 души (2017). Административен център е град Уотървил.

## Градове
- Бриджпорт